# Princípio de covariância
O princípio de covariância, ou princípio geral de relatividade, estabelece que as leis da física devem tomar a mesma forma em todos os sistemas de referência. Isso é uma extensão do princípio da relatividade especial (a covariância de Lorentz). O princípio de covariância é uma das motivações principais que levaram Albert Einstein a generalizar a teoria da relatividade especial.
Em física teórica, covariância geral (também conhecida como covariância de difeomorfismo ou invariância geral) é a invariância da forma de leis físicas sob transformações diferenciáveis sob coordenadas arbitrárias. A ideia essencial é que as coordenadas não existem a priori na natureza, mas são apenas artifícios usados para descrever a natureza, e, portanto, devem desempenhar nenhum papel na formulação de leis físicas fundamentais.